# Andrés Andrade (kolumbijski piłkarz)
Andrés Felipe „Rifle” Andrade Torres (ur. 23 lutego 1989 w Cali) – kolumbijski piłkarz z obywatelstwem meksykańskim występujący na pozycji ofensywnego pomocnika lub skrzydłowego, reprezentant Kolumbii, od 2024 roku zawodnik Deportivo Cali.
Jego ojciec Adolfo Andrade i brat José Andrade również są piłkarzami.

## Kariera klubowa
Andrade pochodzi z miasta Cali, gdzie w tamtejszym klubie Deportivo Cali przez wiele lat występował jego ojciec Adolfo Andrade, były reprezentant kraju, po którym odziedziczył przydomek "Rifle" ("Strzelba"). Jest wychowankiem derbowego rywala Deportivo – klubu América de Cali – do którego seniorskiej drużyny został włączony jako dwudziestolatek przez szkoleniowca Diego Umañę. W Categoría Primera A zadebiutował 15 sierpnia 2009 w przegranym 0:1 spotkaniu z Realem Cartagena, natomiast premierowego gola w najwyższej klasie rozgrywkowej strzelił 26 września tego samego roku, w przegranej 1:2 konfrontacji z Independiente Medellín. W Américe spędził ogółem półtora roku, nie odnosząc większych sukcesów, po czym odszedł do zespołu Atlético Huila z siedzibą w Neiva. Tam występował z kolei przez dwanaście miesięcy jako podstawowy zawodnik, jednak również nie zanotował żadnego osiągnięcia. W styczniu 2012 został piłkarzem zespołu Deportes Tolima z miasta Ibagué, w którego barwach w roli wyróżniającego się gracza występował przez półtora roku.
Latem 2013 Andrade za sumę 2,2 miliona dolarów przeszedł do meksykańskiej drużyny Club América z siedzibą w stołecznym mieście Meksyk. W tamtejszej Liga MX zadebiutował 10 sierpnia 2013 w wygranym 4:2 meczu z Atlante i już w tym samym spotkaniu strzelił swojego premierowego gola w lidze meksykańskiej. W tym samym jesiennym sezonie Apertura 2013 zdobył ze swoim zespołem wicemistrzostwo kraju, jednak pełnił wyłącznie rolę rezerwowego, wobec czego w lipcu 2014 udał się na wypożyczenie do niżej notowanej ekipy Chiapas FC z miasta Tuxtla Gutiérrez. Tam spędził rok, notując regularne występy, jednak nie zdołał zanotować poważniejszych sukcesów na arenie krajowej i międzynarodowej. Po powrocie do Amériki, w 2015 roku, zajął z nią drugie miejsce w krajowym superpucharze – Campeón de Campeones, jak również wziął udział w Klubowych Mistrzostwach Świata, gdzie uplasował się na piątej lokacie.
W lipcu 2016 Andrade odszedł do drużyny Club León, w międzyczasie otrzymując meksykańskie obywatelstwo w wyniku kilkuletniego zamieszkania w tym kraju.
| Sezon     | Klub            | Kraj     | Rozgrywki           | Mecze | Bramki |
| --------- | --------------- | -------- | ------------------- | ----- | ------ |
| 2009      | América de Cali | Kolumbia | Categoría Primera A | 11    | 1      |
| 2010      | América de Cali | Kolumbia | Categoría Primera A | 13    | 1      |
| 2011      | Atlético Huila  | Kolumbia | Categoría Primera A | 30    | 2      |
| 2012      | Deportes Tolima | Kolumbia | Categoría Primera A | 38    | 3      |
| 2013      | Deportes Tolima | Kolumbia | Categoría Primera A | 21    | 6      |
| 2013/2014 | Club América    | Meksyk   | Liga MX             | 23    | 1      |
| 2014/2015 | Chiapas FC      | Meksyk   | Liga MX             | 35    | 3      |
| 2015/2016 | Club América    | Meksyk   | Liga MX             | 39    | 7      |
| 2016/2017 | Club León       | Meksyk   | Liga MX             |       |        |